# Dąb Pamięci

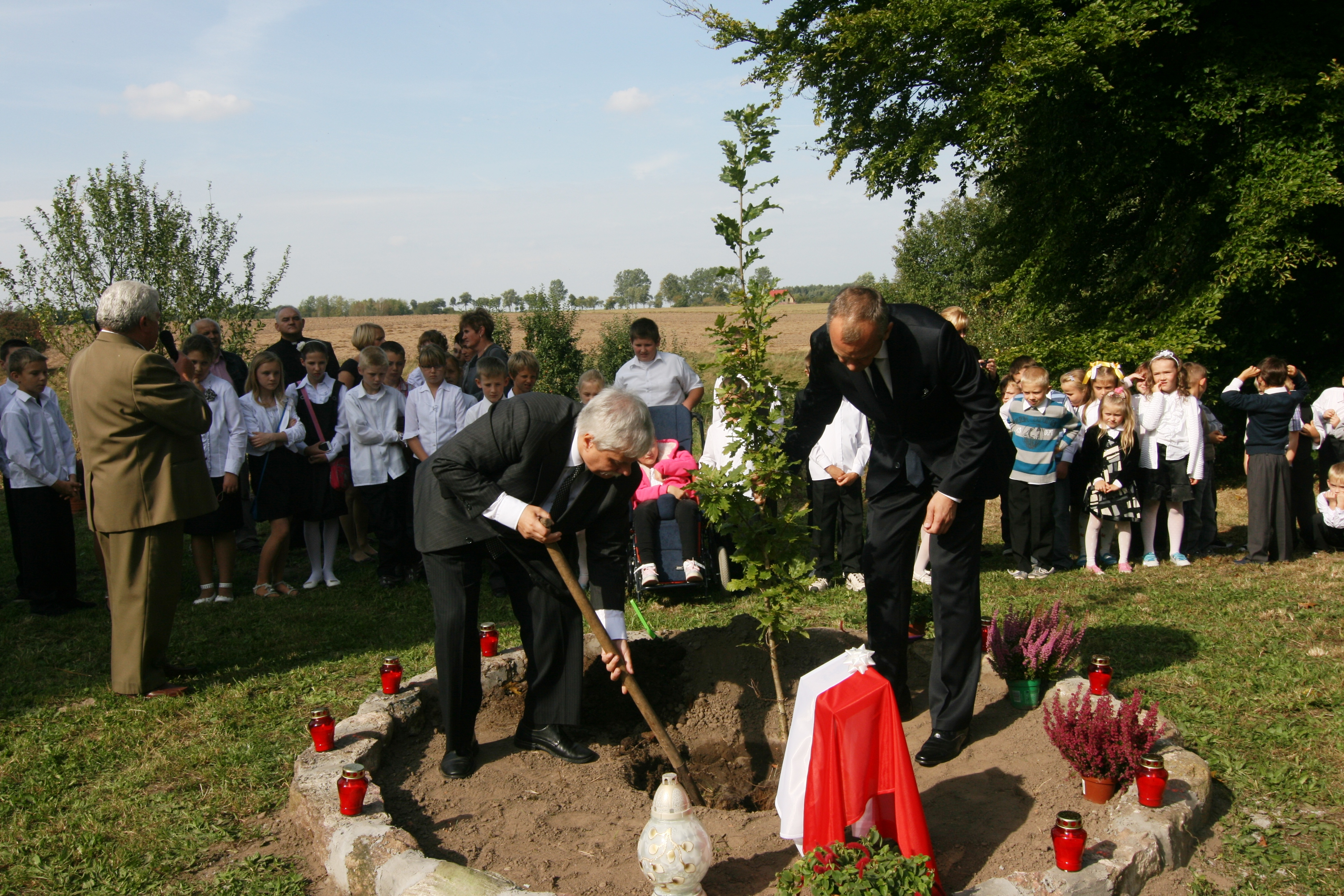
Uroczystość posadzenia Dębu Pamięci 18 września 2012 roku w Karwinie dla uhonorowania Tomasza Piskorskiego, który zginął w Charkowie. Dąb sadzą Tomasz Chlebowski (po lewej), wnuk Tomasza Piskorskiego i Waldemar Miśko, burmistrz Karlina

Dąb Pamięci (l.mn. „Dęby Pamięci”) – rodzaj „żywego pomnika”. Najliczniejszą grupą dębów pamięci w Polsce są dęby poświęcone ofiarom zamordowanym na rozkaz Stalina w Katyniu, Miednoje, Twerze lub Charkowie przez NKWD. Mordu dokonano na 21 857 polskich obywatelach – jeńcach wojennych: oficerach Wojska Polskiego, oficerach i podoficerach KOP, Policji Państwowej, Straży Granicznej i Więziennej osadzonych w specjalnych obozach jenieckich NKWD w Kozielsku, Starobielsku i Ostaszkowie.

## Idea Dębów Pamięci
Od 2008 r. Dęby Pamięci sadzono pomordowanym w ramach apelu o. Józefa Jońca SChP, prezesa Stowarzyszenia Parafiada im. św. Józefa Kalasancjusza realizującego społeczny program „Katyń… ocalić od zapomnienia” – pod Honorowym Patronatem Prezydenta RP Lecha Kaczyńskiego. Idea sadzenia Dębów Pamięci zakłada cel społeczno-edukacyjny poprzez integrację środowisk szkolnych, społeczności lokalnych, w tym do podjęcia wspólnych działań na rzecz wychowania młodzieży w poczuciu przynależności do narodu i państwa.

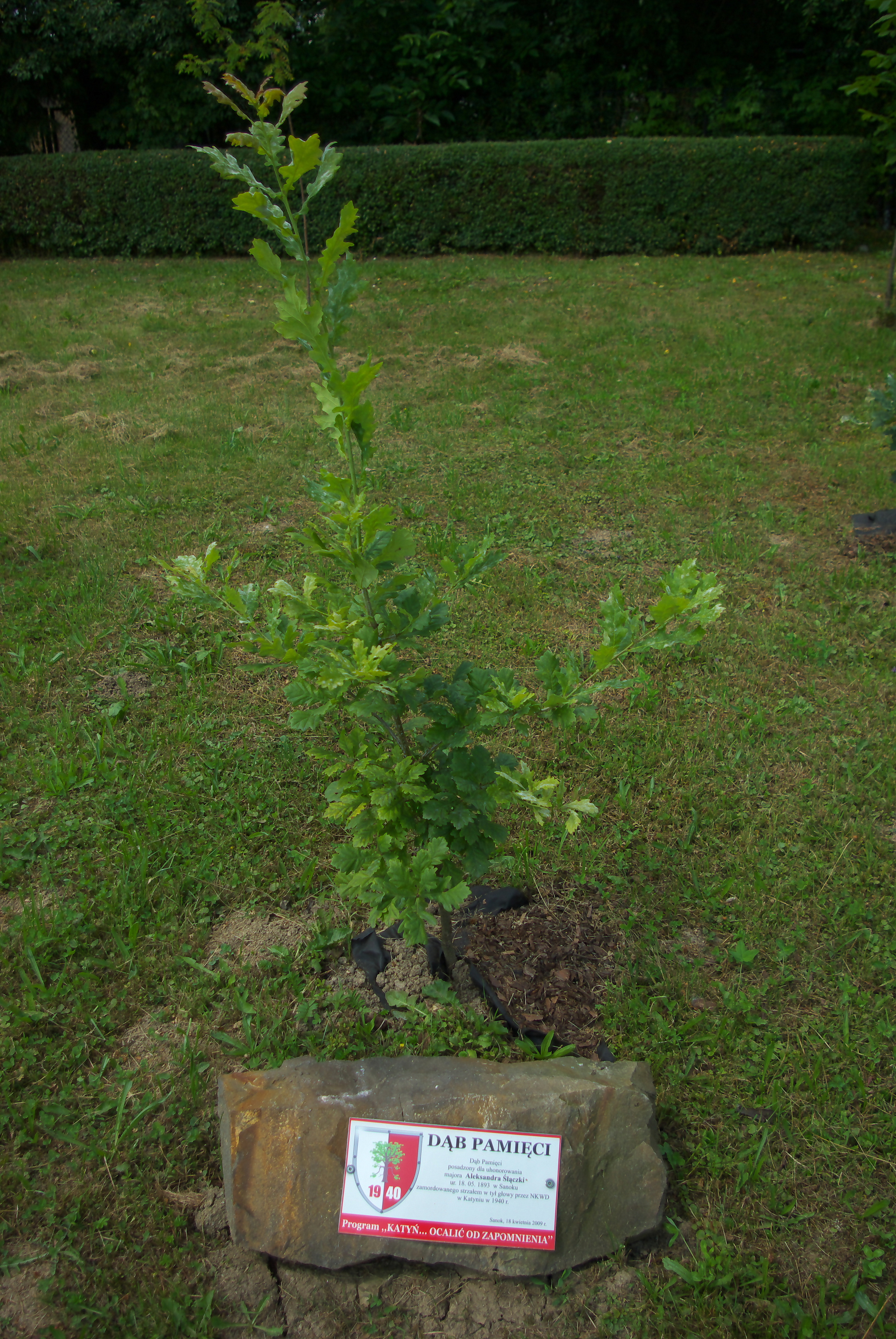
Dąb Pamięci posadzony w ramach ogólnopolskiej akcji „Katyń… ocalić od zapomnienia”, wraz z kamieniem i tabliczką, upamiętniający Aleksandra Ślączkę w Sanoku

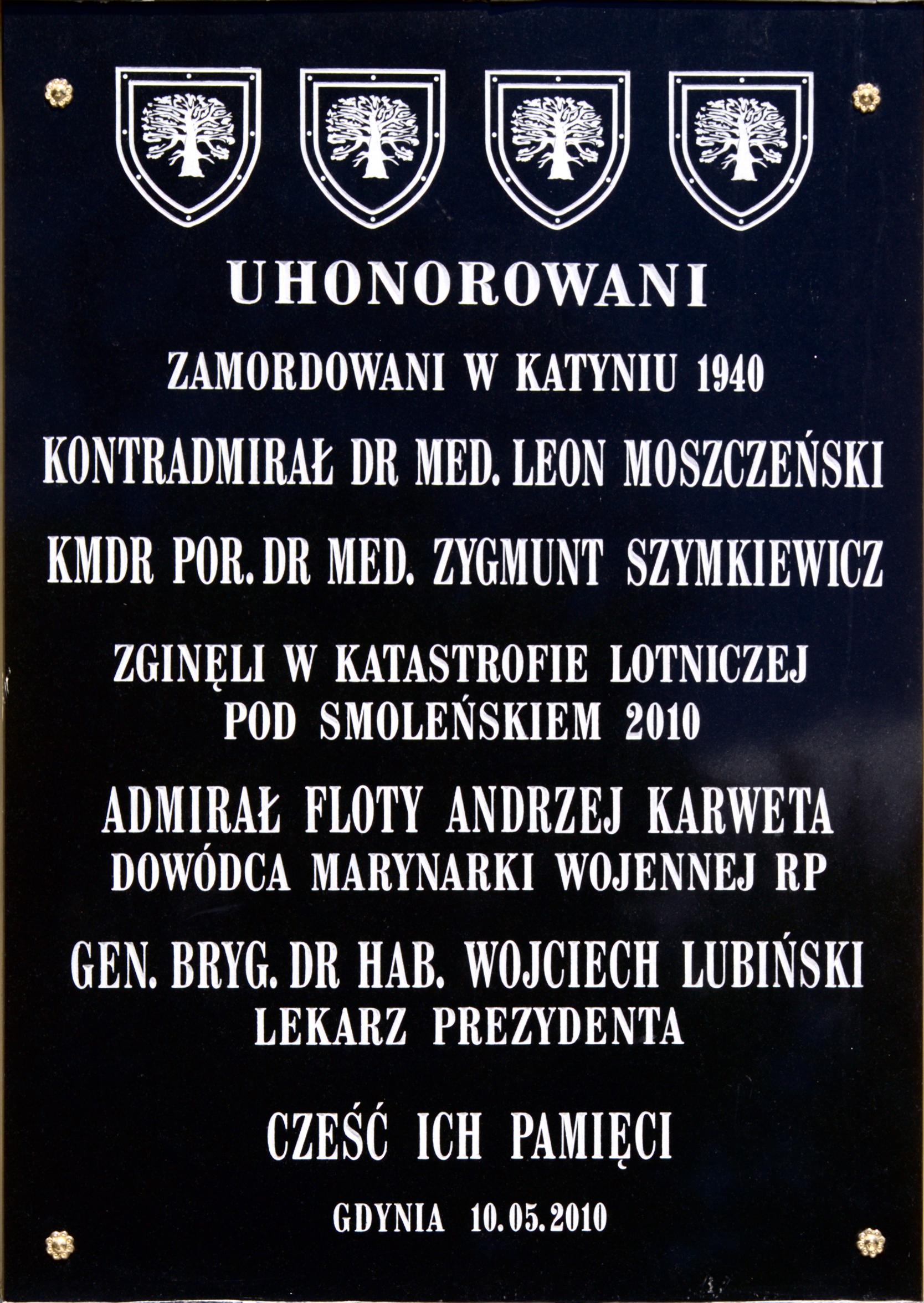
Wspólna tablica ofiar 1940 i 2010 r. przy Wojskowej Specjalistycznej Przychodni Lekarskiej na Oksywiu

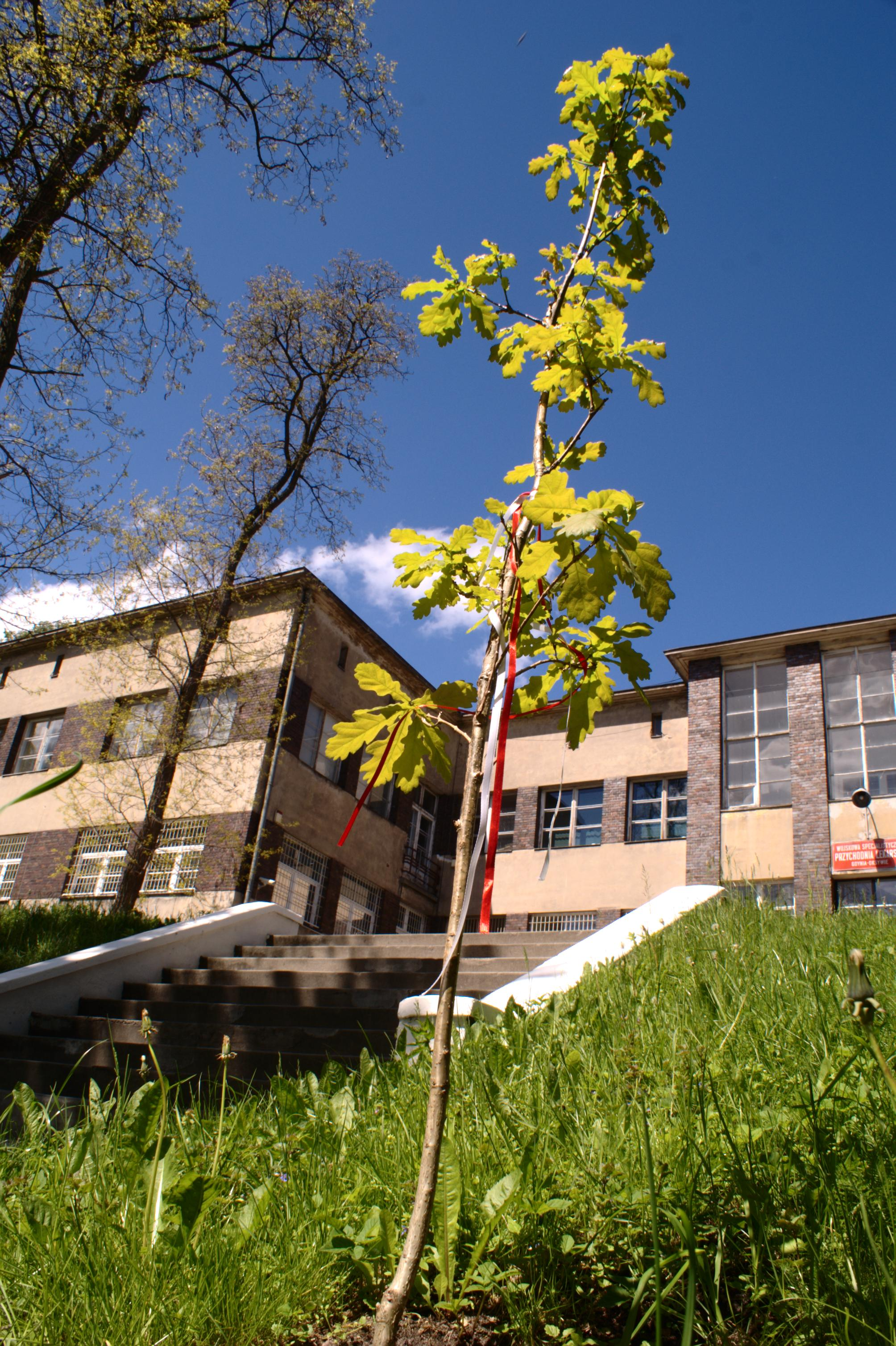
Dąb Pamięci na Oksywiu

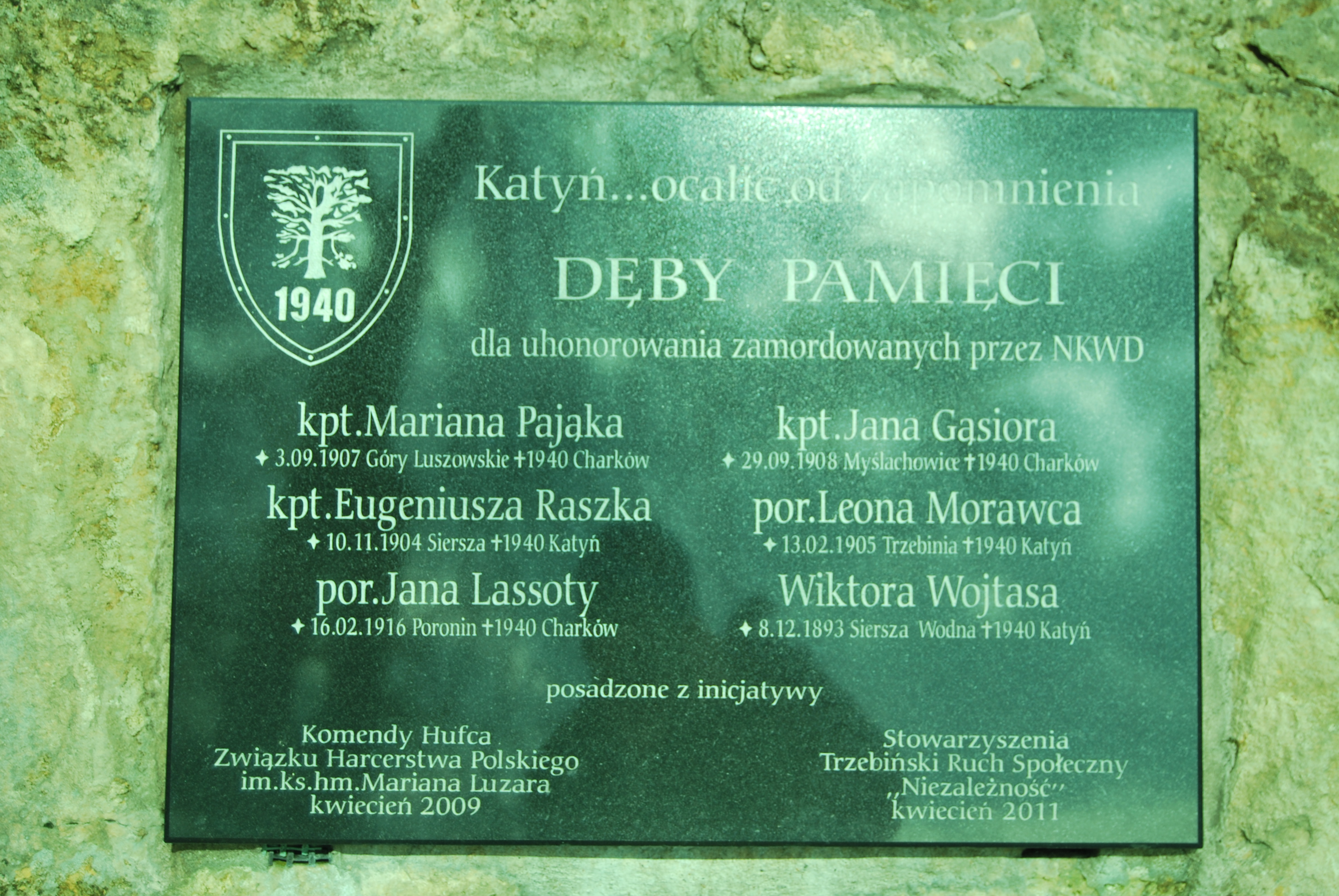
Dąb Pamięci (tablica) w Trzebini

### Dęby Pamięci poświęcone ofiarom zbrodni radzieckich

#### Dęby Pamięci w Polsce
- Warszawa – 134, w tym: 12 na nowym cmentarzu na Służewie przy ul. Wałbrzyskiej – upamiętnieni Zygmunt Czerwiński, Mieczysław Dąbrowski, Ryszard Kalpas, Izydor Korzeniowski, Marian Marcinkowski, Kazimierz Okęcki, Feliks Olbrysz, Zygmunt Ruciński, Jan Slaski, Tadeusz Weryha-Darowski, Zdzisław Wielowieyski, Zdzisław Witczyński; 3 przy Stadion Wojska Polskiego: Feliks Asłanowicz, Józef Baran-Bilewski, Kazimierz Dobrostański; inne miejsca: Stanisław Fiedorowicz, Aladár Emánuel Korompay, Antoni Stefanowski
- Białystok – 114, w tym: Włodzimierz Józef Dobrowolski
- Łask – 69, w tym: Zdzisław Adamczyk, Leopold Berg, Erwin Bordolo
- Kielce – 67, w tym: Edward Kościński
- Lublin – 65, w tym: Feliks Miszczak, Marian Jerzy Kalasiewicz[3][4][5]
- Kraków – 59: Jan Daniszewski, Antoni Dubiński, Eugeniusza Domański, Zygmunt Ertel, Jan Frydlewicz, Franciszek Gan, Włodzimierz Godłowski, Augustyna Jelonek, Krzesław Krzyżanowski, Krzysztof Potocki, Stanisław Kwiatkowski, Ryszard Linscheid, Leona Panczakiewicz, Stefan Pieńkowski, Stanisław Rausz, Stanisław Szemioth, Wacław Wicherkiewicz, Feliks Zaboklicki, Bohdan Zakrzewski, Henryk Zarybnicki
- Chełm – 53, w tym: Henryk Dyduch, Michał Rosnowski
- Radom – 50, w tym: Jan Bajoński
- Olsztyn – 45, w tym: Julian Radoniewicz, Władysław Nawrocki[6]
- Tarnów – 45, w tym: Walerian Orłowski, Józef Budzik, Modest Rastawiecki, Stanisław Kras, Edward Kawa-Kawicki[7]
- Ostrów Mazowiecka-Komorowo – 40: Paweł Achtelik, Justyn Adamala, Michał Batko, Stanisław Budka, Zygmunt Brański, Włodzimierz Kawecki, Kazimierz Kwiatkowski, Witold Mackiewicz, Wacław Osiński[8]
- Bochnia – 31: Edward Danikiewicz, Karol Glazur, Jan Jelonek, Aleksander Koralewski, Jan Krudowski, Stefan Krudowski, Kazimierz Kubiki, Leon Moszczeński, Tadeusz Nodzyński, Karol Piotrowicz, Marian Rentgen-Güntner, Stanisław Rydarowski, Zygmunt Siewiński, Józef Seruga, Szymon Skoczylas, Marian Wiśniewski, Jan Leon Ziółkowski, Roman Zdrochecki[9][10], Paweł Rosa
- Łomża – 28: Czesław Bojar, Antoni Brodowski, Edward Cwalina, Zbigniew Dąbrowski, Aleksander Fleury, Aleksander Gaul, Ludwik Grabowski, Franciszek Grochocki, Stanisław Jabłoński, Marian Kapelewski, Bronisław Karbowski, Czesław Kazimierczuk, Witold Kołakowski, Stanisław Kraiński, Mieczysław Kurelski, Hernyk Lange, Eugeniusz Mikucki, Władysław Mikunicki, Eugeniusz Odejewski, Dawid Piątnicki, Antoni Podbielski, Henryk Syski, Władysław Szarek, Tadeusz Śleszyński, Mirosław Świderski, Mieczysław Tomaszczyk, Czesław Wolański, Aleksander Wykowski
- Sanok – 26 na Cmentarzu Centralnym: Juliusz Bakoń, Zygmunt Bezucha, Józef Drzewiecki, Jan Dulęba, Włodzimierz Dżugan, Szymon Fedorońko, Tadeusz Florczak, Władysław Godula, Stanisław Hroboni, Bronisław Jahn, Edward Kilarski, Jan Kosina, Stanisław Mazur, Stanisław Michalski, Władysław Miller, Stefan Mozołowski, Edward Peszkowski, Zbigniew Przystasz, Zdzisław Rajchel, Rudolf Ryndak, Tadeusz Słotołowicz, Stanisław Styrczula, Franciszek Szafran, Aleksander Ślączka, Ludwik Warchał, Józef Winter.
- Ostrołęka – 24, w tym: Leopold Łojek
- Wieliczka – 24: Andrzej Baran, Józef Ciupka, Antoni Dańda, Jan Fitzke, Jan Gabryel, Stanisław Jamka, Karol Juszkiewicz, Antoni Klimczyk, Józef Klisiewicz, Władysław Kotula, Józef Kutrzeba, Józef Lidwin, Julian Lichoń, Michał Łukomski, Stefan Mistat, Zygmunt Paluch, Józef Piechówka, Michał Ścigalski, Henryk Stachurski, Marian Solewski, Witold Tomaszewski, Feliks Wilk, Władysław Wójtowicz, Zygmunt Zbroja,
- Łowicz – 23, w tym: Włodzimierz Grabowski, Piotr Parfianowicz
- Dąbrowa Górnicza – 22, tym: Michał Baran, Władysław Bednarski, Antoni Grabusiński, Stanisław Kremes, Antoni Laszczak, Franciszek Orawiec, Józef Pniak, Józef Świątecki, Adam Zembrzuski
- Poznań – 22, w tym: Jan Szmagier, Jan Wiertelak
- Dębicy – 20: Emil Bukowski, Michał Ciołek, Zygmunta Dobrowolski, Stefan Dwornik, Józef Guzik, Stanisław Janiszewski, Henryk Jurczyński, Stanisław Kielecki, Stanisław Krupa, Bolesław Marszałek, Bolesław Matzner, Zdzisław Myśliński, Andrzej Niwa, Jan Nowak (1895–1940), Piotr Nowosielski, Mariana Rozwadowski, Aleksandr Składzień, Adam Urbanek
- Jasło – 20, w tym: Edward Okulski
- Busko-Zdrój – 18: Aleksander Bicz, Jan Blichiewicz, Julian Bomski, Eugeniusz Budzyński, Marian Chmielewski, Władysław Dytkowski, Ignacy Gzieło, Wacław Juszkiewicz, Eugeniusz Kiedyk, Zdzisław Małaczyński, Władysław Małkowski, Jan Meissner, Andrzej Pałka, Leonard Skierski, Józef Sobieszczański, Teofil Struzikiewicz, Franciszek Turczyn, Jan Wiktor
- Legionowo – 15, w tym: Olgierd Grzymała-Grzymałowski, Bronisław Koblański, Julian Sielewicz
- Rzeszów – 14, w tym: Władysław Zienkiewicz
- Mława – 13: Jerzy Biechoński
- Zambrów – 13.
- Rymanów – 12: Jan Dankiewicz, Józef Dubiński, Stanisław Gałecki, Michał Kozak, Kazimierz Nowicki, Wiesław Nowotarski, Józef Nycz, Antoni Puchalski, Zdzisław Rajchel, Jan Rodzinka, Stanisław Sołtysik, Władysław Szepieniec[11].
- Przemyśl – 12: Tadeusz Barański, Tadeusz Bystrzycki, Stanisław Goliński, Marian Guździoł, Edward Herbert, Aleksander Kiszkowski, Ferdynand Kostiuk, Władysław Kotowski, Michał Kwiatkowski, Jan Matuszek, Władysław Michna, Józef Podhalicz-Nałęcz, Mieczysław Proskurnicki.
- Osowiec-Twierdza – 10 w ramach pomnika ofiar mordu katyńskiego: Stanisław Dąbrowski, Edmund Diem, Antoni Jarosiński, Szymon Kacperek, Stanisław Krzyżanowski, Wacław Machniak, Franciszek Majchrzak, Jan Sidorczuk, Henryk Szurlej, Jan Witkiewicz
- Falejówka – 10: Zbigniew Adamski, Władysław Babczuk, Rudolf Babicz, Tadeusz Biegański, Władysław Bilczyński, Jan Bolechowski, Józef Błocki, Kazimierz Błoński, Kazimierz Borwicz, Antoni Lercher[12]
- Włoszczowa – 10, w tym: Józef Trepto
- Brzozów – 8, w tym: Edward Kilarski, Edward Kościński, Władysław Kotula, Józef Pachniewski, Roman Pilawski, Aleksander Sadowski, Stanisław Siekierski, Stanisław Wyżykowski
- Koszalin – 8, w tym: Bolesław Bylczyński[13]
- Lubin – 7 (6+1), Ignacy Bisigierski, asp. Lucjan Kacprzak, st. post. Jan Stupnicki, por. Józef Litwinionek, Józef Waśniewski, asp. Leon Słonimski, ponadto razem z nimi upamiętniony został Rotmistrz Witold Pilecki (poza akcją „Katyń...”, gdyż nie zginął on w Katyniu).
- Gorlice – 6, w tym: Piotr Jurczak
- Sejny – 6: Edward Andrysiak, Piotr Dąbrowski, Zygmunt Jędryszek, Stanisław Mickaniewski, Stanisłam Migdałek, Jan Mioduszewski[14]
- Trzebinia – 6: Jan Lassota, Eugeniusz Raszek, Marian Pająk, Jan Gąsior, Wacław Aubrecht, Leon Morawiec[15]
- Jarosław – 5: Marian Buryło, Kazimierz Dzierżyński, Eugeniusz Hoffman, Tadeusz Skwarczyński, Julian Tokarz.
- Kłodzko – 5: Feliks Kura, Stanisław Morawski, Szczepan Morawski, Karol Müller, Jan Wróblewski.
- Mazowsze – 5: Stefan Dąbrowski, Wilhelm Paszkiewicz, Tadeusz Pietrykowski, Alfred Sobczuk, Marian Taczak.
- Lutcza – 5: Wojciech Bober, Henryk Szurlej, Jan Szurlej, Adam Pasionek, Adam Wątróbski
- Lutowiska – 5: Franciszek Alencynowicz, Bronisław Bartyński, Władysław Bereza, Tadeusz Edward Biały, Tadeusz Ciszewski
- Bolesławiec – 4: Aleksander Kłos, Feliks Kopeć, Czesław Nosko, Franciszek Zadroga
- Dziadkowice – 4: Wilhelm Kasprzykiewicz, Stanisław Łowicki, Władysław Łowicki, Wacław Mazurek
- Opatów – 4, w tym: Leon Gotkiewicz
- Pisarowce – 4: Stanisław Kowalik, Feliks Kulig, Adam Orlik, Jerzy Skoczyński
- Połczyn-Zdrój – 4: Juliusz Bakoń, Janina Lewandowska, Zbigniew Przystasz, Jan Leon Ziółkowski
- Strachocinie – 4: Józef Dąbrowski, Józef Kucharski, Bronisław Najdzicz, Kazimierz Serwa
- Szczecin – 4: Kazimierz Dwornik, Stefan Dwornik, Marian Dworski, Antoni Odyniec[16]
- Trepcza – 4: Bolesław Baranowski, Wiktor Dziurzyński, Marian Hanusiewicz, Michał Serednicki
- Zduńska Wola, gmina – 4: Władysław Konat; Antoni Sokołowski; Szymon Jagiełło; Antoni Grębowicz
- Biała Podlaska – 3: Leon Czerniaków, Władysław Kowalewski, Michał Paszkiewicz
- Bircza – 3: Jan Brewka, Edmund Chojecki, Zygmunt Kusiak
- Bytom – 3: Romuald Bargieł, Jan Maciejewski, Jan Garbowski
- Gniezno – 3: Marian Korczak, Mieczysław Smorawiński, Stanisław Wojtkowiak
- Jasienica Rosielna – 3: Jan Kuźnar, Franciszek Krupa, Stanisław Walczak
- Lidzbark Warmiński – 3: Adolf Dostal, Zygmunt Fornalski-Halicz, Lech Prądzyński
- Limanowa – 3: Hipolit Gibiński, Stefan Stolarz, Wincenty Wiktorek
- Polkowice – 3: Józef Burba, Józef Wanat, Feliks Wróbel
- Słubice – 3: Jan Boroń, Tadeusz Prauss, Antoni Szymaniak
- Tuchów – 3: Stanisław Orlewicz, Zygmunt Kazimierz Piotrowski, Jan Władysław Rozwadowski
- Zagórz – 3: Wawrzyniec Łobaczewski, Jerzy Franciszek Albert i Zbigniew Wyskiel[17][18].
- Siedlce – 3: Stanisław Trojan, Kazimierz Romuald Dryżałowski, Władysław Koślacz[19]
- Humniska – 2: Karol Fuchs, Wincenty Kwiatkowski
- Józefów – 2: Wiktor Martini, Stefan Rychalski
- Kamionna – 2: Józef Biniaś, Ludwik Siemiński
- Klimontów – 2: Edward Choma, Zdzisław Goszczyński
- Krosno – 2: Konrad Krzyworączka, Jan Pawłowski
- Łopuszno – 2: Adam Michalski, Edward Wania
- Morawsko – 2: Adam Kopecki, Stefan Kopecki
- Ustrobna – 2: Marian Kosiba, Marian Sanok
- Zabrzeg – 2: Alojzy Kuboszek, Franciszek Klon[20]
- Jaworzno; zbiorowo upamiętnieni: Wacław Aubrecht, Karol Faltus, Zygmunt Gergovich, Alojzy Hein, Feliks Kamiński, Włodzimierz Kawecki, Jan Łysakowski, Artur Mendrala, Adolf Ulrych[21]
- Anin: Ryszard Paszkiewicz
- Baligród: Zygmunt Puchalik
- Będzin: Tadeusz Domagała, Stanisław Przychocki
- Boguszów-Gorce: Włodzimierz Ryszard Gajewski[22]
- Brojce: Rudolf Jagielski
- Brzeg: Stanisław Goździewski
- Cielcza: Jan Gintrowicz
- Czarna: Bolesław Konarski
- Damnica: Bolesław Rodkiewicz
- Dębica: Stefan Dwornik
- Dudyńce: Wojciech Bursa
- Górki Duże: Antoni Korzeniowski
- Godziszka Józef Jakubiec
- Grudusk: Zenon Brudkiewicz
- Grybów: Karol Romańczyk
- Hel: Henryk Gorzechowski
- Janikowo: Aleksander Pluciński oraz Dąb Pamięci ku czci ofiar zbrodni katyńskiej
- Jaworzyna Śląska: Borys Fournier
- Kałków: Władysław Kulesza
- Karwin: Tomasz Piskorski
- Kąty: Adam Solski
- Komańcza: Stanisław Irla
- Ligota - Miliardowice: Karol Delong[23]
- Lutomiersk: Lucjan Janiszewski
- Markowce: Franciszek Ambicki
- Michalów: Stefan Holtzer
- Mińsk Mazowiecki: Bolesław Kusiński
- Mrzygłód: Ferdynand Piwowar
- Myślibórz: Adam Kiełbiński
- Odrzywół: Józef Kutyba
- Orzechówka: Jan Boroń
- Ossów: Zbigniew Kapuściński
- Ostrowiec Świętokrzyski: Marian Matyszczak
- Płońsk: Wincenty Cendro
- Posądza: Józef Kuberski
- Potok Wielki: Stanisław Korczak
- Puszno Godowskie: Feliks Kamiński
- Rabka-Zdrój: Stanisław Ostrowski
- Reszel: Kazimierz Bogaczewicz
- Ruciane-Nida: Tadeusz Korniłowicz
- Rybnik: Zdzisław Kawecki
- Rzeczniów: Władysław Pastuszko[24]
- Rzepedź: Jan Kubiak
- Sadowa: Michał Adamczyk
- Sianów: Kazimierz Solski
- Sierakowice: Tadeusz Chełmecki
- Słupno: Aleksander Kowalski
- Sopot: Wiktor Jesipowicz
- Staniszewskie: Zdzisław Dziadulski
- Stare Komaszyce: Edward Kańczucki
- Stawiski: Tadeusz Chrostowski
- Sułkowice: Rudolf Galus
- Szczawne: Józef Władyka
- Szczepańcowa: Cyryl Brzoza
- Sztum: Teofil Ney
- Trzcianne: Tomasz Silarski
- Ujeździec Wielki: Zdzisław Adamczyk
- Wiązowna: Józef Kalasanty Janiszewski
- Witosław: Zygmunt Kurnatowski-Mielżyński
- Wizna: Tadeusz Rogalewski
- Wohyń: Jan Jastrzębski
- Zelów: Stanisław Hetmanek
- Złocieniec: Jan Pióro
- Zuzela: Alojzy Tadeusz Schuster
- Żerniki Wrocławskie: Artur Wiśniewski
- ?: Witold Chmielewski, Adam Radomyski
- Biłgoraj: Wacław Wolanin[25][26]

#### Dęby Pamięci za granicą
- Berno (Szwajcaria): Julian Gruner
- Hanower (Niemcy): Karol Bałłaban
- Lurnea (Nowa Południowa Walia, Australia): Edward Łopatto, Tadeusz Zawodziński
- Ostróg (Ukraina): Stanisław Żurakowski
- Toronto (Kanada): Tadeusz Białobrzeski, Władysław Czarnyszewicz, Franciszek Górecki, Tadeusz Konarzewski, Władysław Siwek, Wincenty Skarżyński, Antoni Wiącek[27], Antoni Burski, Jan Byra, Józef Mańczak, Janusz Marciniewski, Józef Pikulski, Bronisław Piniecki, Mikołaj Porydzaj, Feliks Rączka, Alojzy Sosnowski, Kazimierz Sroczyński, Ernest Karol Till, Franciszek Wójcik[28].

## Dęby Pamięci po katastrofie w Smoleńsku

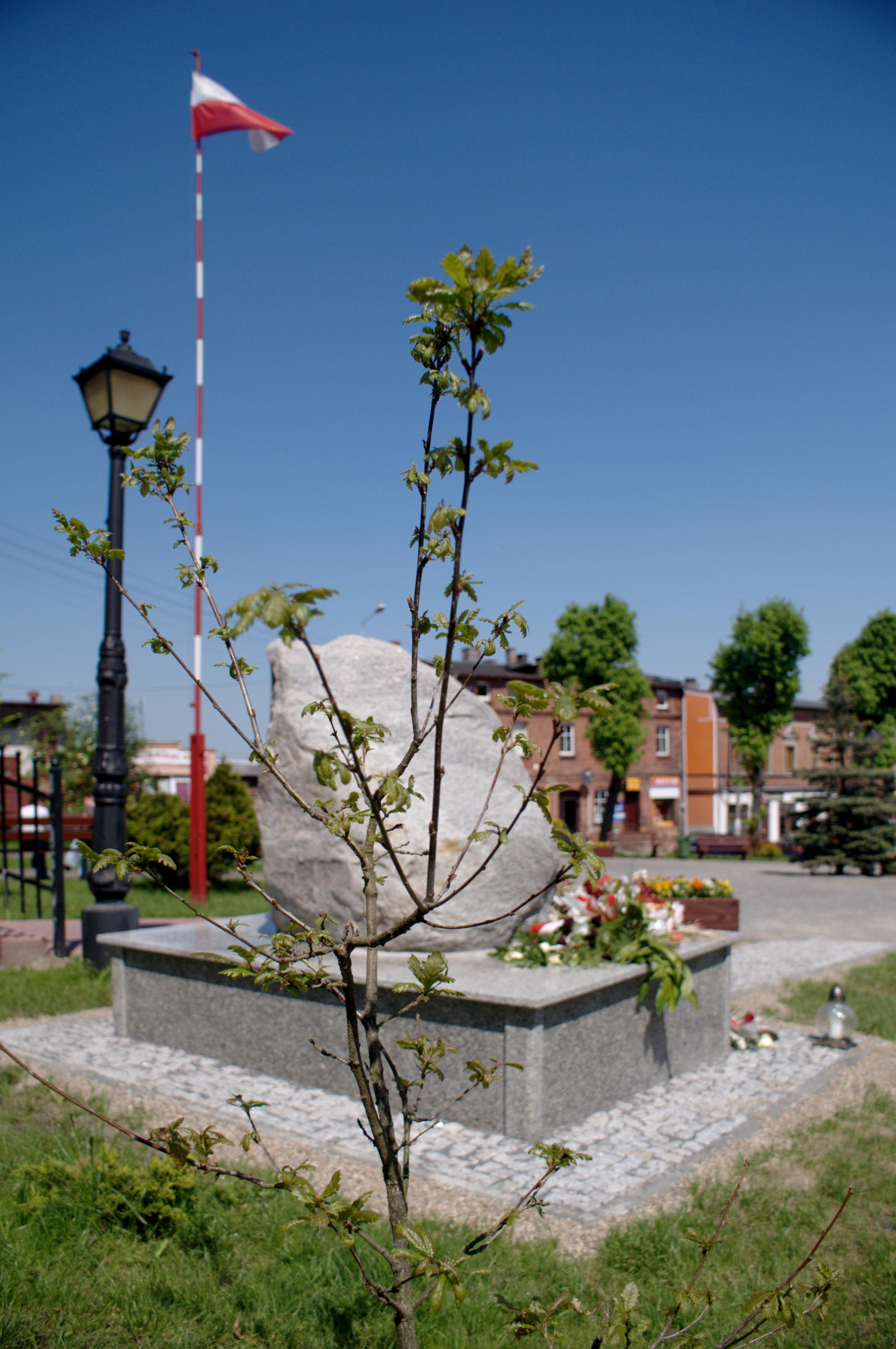
Dąb Pamięci przy pomniku Lecha Kaczyńskiego w Skórczu

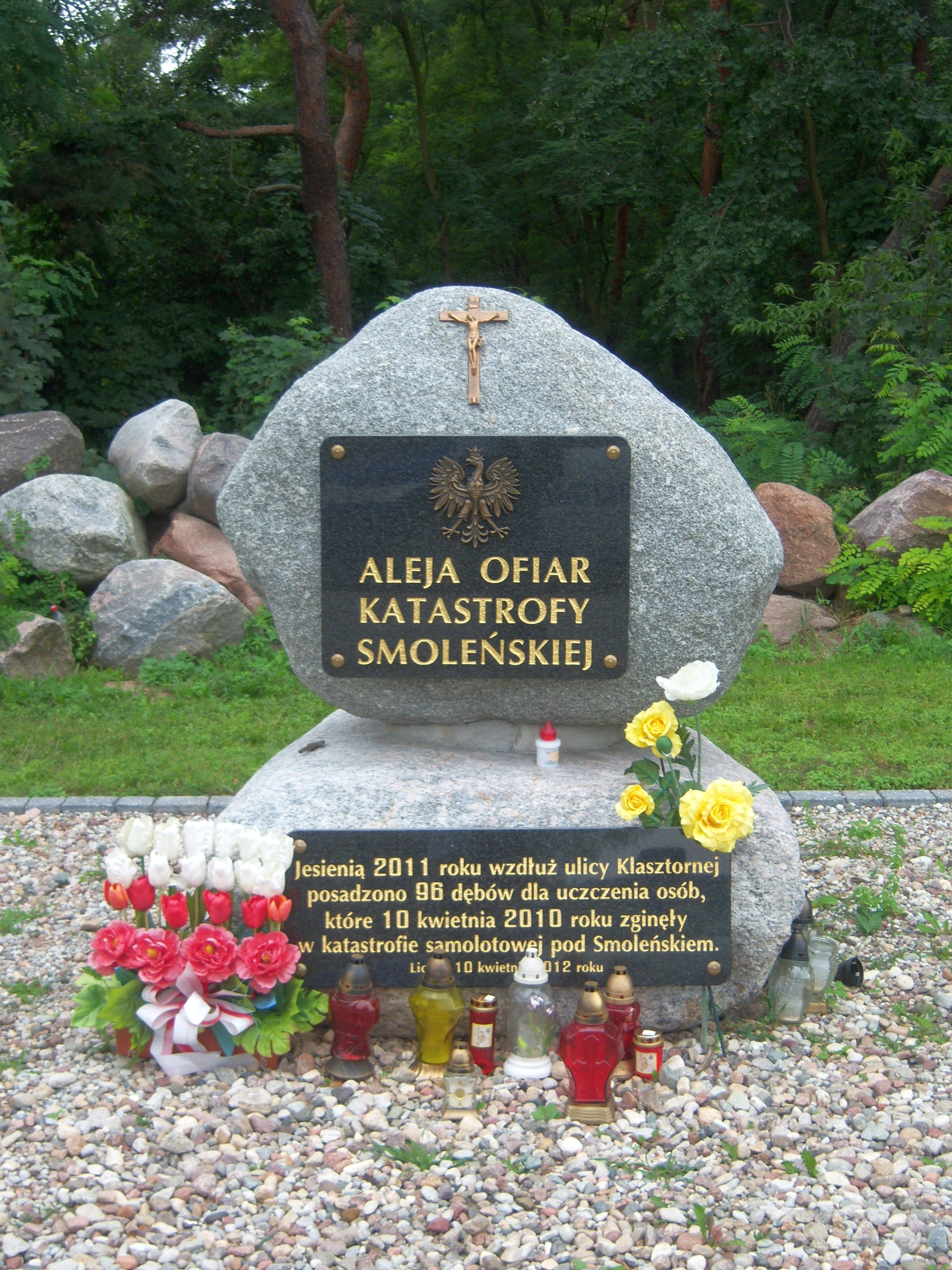
Pomnik przy „Alei Ofiar Katastrofy Smoleńskiej” w Licheniu Starym

Po katastrofie polskiego Tu-154 w Smoleńsku posadzono Dęby Pamięci upamiętniające jej ofiary. Stanowią wspólny pomnik z ofiarami z 1940 r., np. na Oksywiu, albo oddzielny, np. koło pomnika Lecha Kaczyńskiego w Skórczu. Przykładowe Dęby Pamięci posadzone po katastrofie:
- Dąb Pamięci przy Zespole Szkół im. ks. prof. J. Pastuszki w Rzeczniowie, posadzony dla uhonorowania Prezydenta Rzeczypospolitej Polskiej Lecha Kaczyńskiego oraz ofiar katastrofy lotniczej z dn. 10.04.2010r. w Smoleńsku, którzy oddali życie w służbie Ojczyźnie[24].
- 96 dębów w Parku Jedności Narodowej w Wilnie na Litwie, upamiętniających ofiary katastrofy i symbolizujących jedność narodów mieszkających na Litwie[29]
- 96 Dębów Pamięci w Winnipeg w prowincji Manitoba w Kanadzie[30]
- 96 Dębów Pamięci w Parku Pamięci „Katyń – Smoleńsk 2010” w Płocku[31]
- 96 Dębów Pamięci na Cmentarzu Poległych w Bitwie Warszawskiej w Ossowie koło Wołomina[32]
- 96 Dębów Pamięci w Dąbrowie Górniczej, tworzących Las Pamięci[33]
- 96 Dębów Pamięci w Grzybowie koło Płocka[34]
- 96 Dębów Pamięci w Parku Katyńskim w Byszowie koło Klimontowa[35]
- 96 Dębów Pamięci w Jankach koło Hrubieszowa[36]
- 96 Dębów Smoleńskich na uroczysku Niedźwiedź w leśnictwie Goszcza w lasach Nadleśnictwa Miechów[37]
- 96 Dębów Pamięci w Więckowicach koło Wojnicza[38]
- 96 dębów w Nadleśnictwie Siewierz w województwie śląskim, tworzących Las Pamięci[39]
- 96 Dębów Pamięci w Tryńczy w województwie podkarpackim[40]
- 96 Dębów Pamięci na terenie Leśnictwa Duszniki w powiecie szamotulskim, tworzących tzw. „Remizę Katyńską”[41]
- 96 Dębów Pamięci w Licheniu Starym w powiecie konińskim, tworzących tzw. „Aleję Ofiar Katastrofy Smoleńskiej”[42]
- 7 Dębów Pamięci w Olsztynie, w tym jeden poświęcony Lechowi Kaczyńskiemu i Marii Kaczyńskiej (później zdewastowany)[43]
- 7 Dębów Pamięci w Starych Babicach koło Warszawy, upamiętniających: 1) Lecha Kaczyńskiego i Marię Kaczyńską; 2) Ryszarda Kaczorowskiego; 3) Andrzeja Przewoźnika; 4) Stefana Melaka; 5) parlamentarzystów, którzy zginęli w katastrofie; 6) dowódców i kapelanów Sił Zbrojnych RP, którzy zginęli w katastrofie; 7) członków delegacji państwowej, Biura Ochrony Rządu i załogi samolotu[44][45]
- 6 Dębów Pamięci w Białymstoku, upamiętniających: 1) Lecha Kaczyńskiego; 2) Marię Kaczyńską; 3) Ryszarda Kaczorowskiego; 4) Krzysztofa Putrę; 5) abp. Mirona Chodakowskiego; 6) Justynę Moniuszko[46]
- 2 Dęby Pamięci w Częstochowie, upamiętniające Lecha Kaczyńskiego i Ryszarda Kaczorowskiego[47]
- Dąb Pamięci w Krakowie, upamiętniający ofiary katastrofy[48]
- Dąb Pamięci we Wrocławiu, upamiętniający ofiary katastrofy[49]
- Dąb Pamięci przed budynkiem głównym Muzeum w Chrzanowie, upamiętniający ofiary katastrofy[50]
- Dąb Pamięci w Lublinie, upamiętniający ofiary katastrofy[51]
- Dąb Pamięci w Terespolu, upamiętniający ofiary katastrofy[52]
- Dąb Pamięci w Kolbuszowej, upamiętniający zbrodnię katyńską i katastrofę w Smoleńsku[53]
- Dąb Pamięci Lecha Kaczyńskiego i innych ofiar katastrofy w Szyrwintach na Litwie[54]
- Dąb Pamięci Lecha Kaczyńskiego i innych ofiar katastrofy w Ostródzie[55]
- Dąb Pamięci Lecha Kaczyńskiego i innych ofiar katastrofy w Bolesławcu[56]
- Dąb Katyński Lecha Kaczyńskiego i Marii Kaczyńskiej w Rabce-Zdroju[57]
- Dąb Pamięci Lecha Kaczyńskiego w Mławie[58]
- Dąb Pamięci Lecha Kaczyńskiego w Zambrowie[59]
- Dąb Pamięci Lecha Kaczyńskiego w sanktuarium w Kałkowie koło Starachowic[60]
- Dęby Pamięci wiceadm. Andrzeja Karwety i płk. dr. Wojciecha Lubińskiego na Oksywiu[61]
- Dąb Pamięci Grzegorza Dolniaka w Będzinie[62]
- Dąb Pamięci Lecha Kaczyńskiego i innych ofiar katastrofy na terenie sanktuarium św. Stanisława Kostki w Rostkowie[63]
- Dąb Pamięci Macieja Płażyńskiego w Mirotkach koło Skórcza[64]
- Dąb Pamięci Edwarda Duchnowskiego w Łomży[65]
- Dąb Pamięci bp. Tadeusza Płoskiego w Warszawie Wesołej[66]
- Dąb Pamięci bp. Tadeusza Płoskiego w Toruniu[67]
- dąb upamiętniający gen. Andrzeja Błasika w amerykańskiej bazie lotniczej Ramstein w zachodnich Niemczech[68][69].

## Certyfikat Dębu Pamięci
Uroczysty dokument stwierdzający, że został posadzony „Dąb Pamięci” dla uhonorowania pamięci (Pana, stopień, ranga) osoby (imię i nazwisko oraz imię ojca), datę i miejsce urodzenia, sposób i miejsce zabójstwa oraz dane o Partnerze Programu (województwo, powiat, gmina oraz diecezję, dekanat, parafię) ponadto zawiera miejsce i datę wystawienia. Certyfikat w imieniu Komitetu Organizacyjnego Programu „Katyń… ocalić od zapomnienia” podpisuje prezes Stowarzyszenia Parafiada. Każdy wystawiony Certyfikat posiada swój kolejny numer oraz informację o Organizatorach programu, Patronie honorowym i medialnym.

## Tabliczka do Dębu Pamięci
Tabliczka upamiętniająca Bohatera zawiera dane, komu on jest poświęcony (minimum dane osoby, która została zamordowana w Katyniu, Charkowie, Twerze lub innym miejscu) oraz logo i nazwę programu „Katyń… ocalić od zapomnienia”. Stowarzyszenie Parafiada pozostawia partnerowi programu pełną swobodę w zakresie zamieszczenia na tabliczce ew. dodatkowych informacji oraz wyboru kroju liter, kolorystyki, materiału, wielkości tablicy i innych elementów.

## Dęby upamiętniające inne osoby lub wydarzenia
- 25 dębów pamięci wybitnych koszalinian w Parku im. Tadeusza Kościuszki w Koszalinie oraz dęby pamięci dedykowane Janowi Pawłowi II i ks. kard. Ignacemu Jeżowi w tym samym parku
- „Dąb Miłosza”, posadzony w Krakowie w czasie I Międzynarodowego Festiwalu Literackiego im. Czesława Miłosza (2009)
- „Drzewka Pamięci” (dęby) na Cmentarzu Centralnym w Szczecinie, utrwalające pamięć o postaciach ważnych dla powojennego miasta, pochowanych poza szczecińskimi cmentarzami[71]
- dąb pamięci uchwalenia Konstytucji 3 maja w Międzyrzecu Podlaskim
- dąb pamięci cesarza Wilhelma I na dziedzińcu budynku przy ul. Dąbrowskiego 8 w Bydgoszczy
- dąb pamięci załogi krążownika Sydney w Melbourne

## Galeria zdjęć

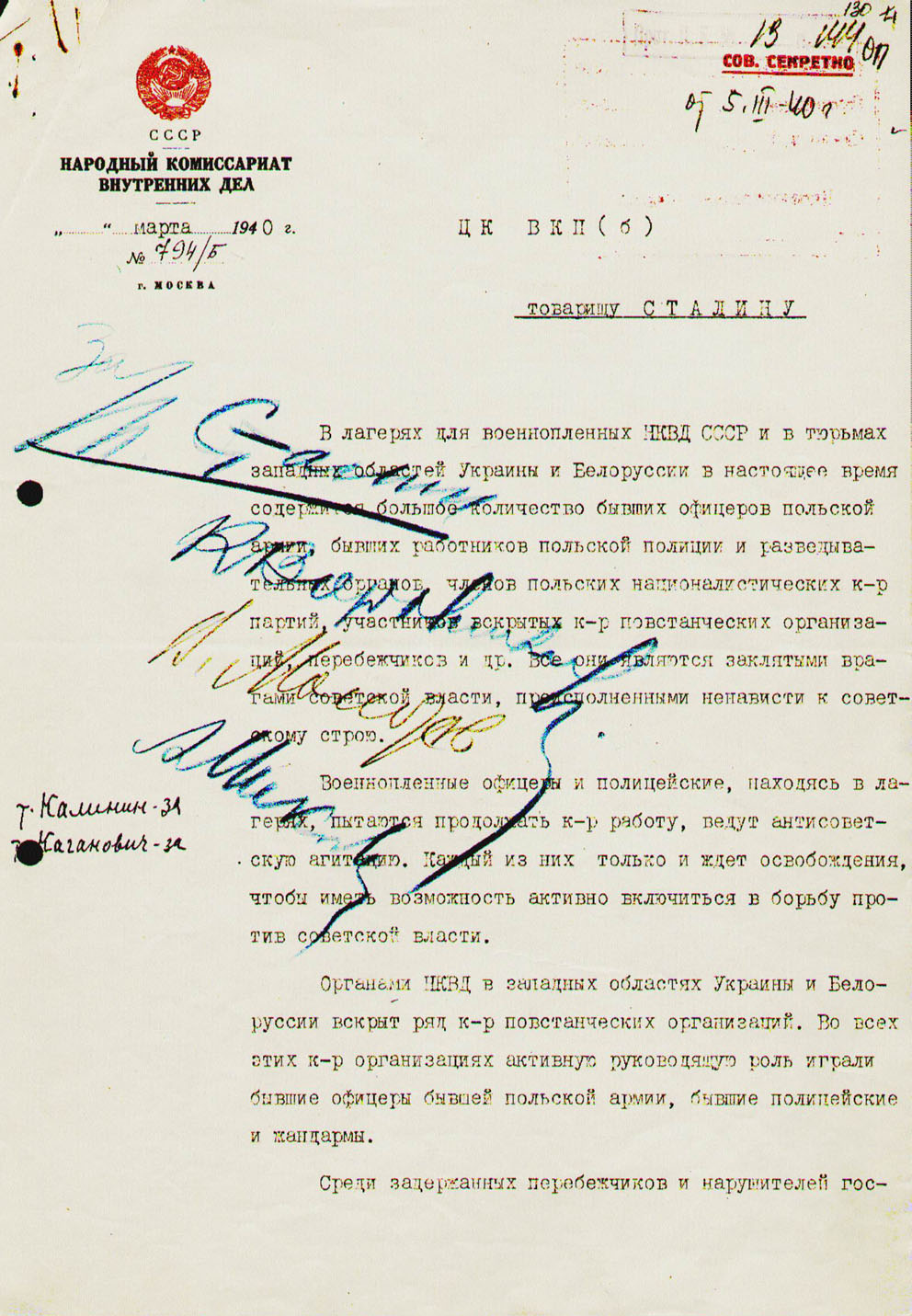
Decyzja katyńska z 5 marca 1940 wniosek Ławrentija Berii z akceptacją członków Politbiura WKP(b)
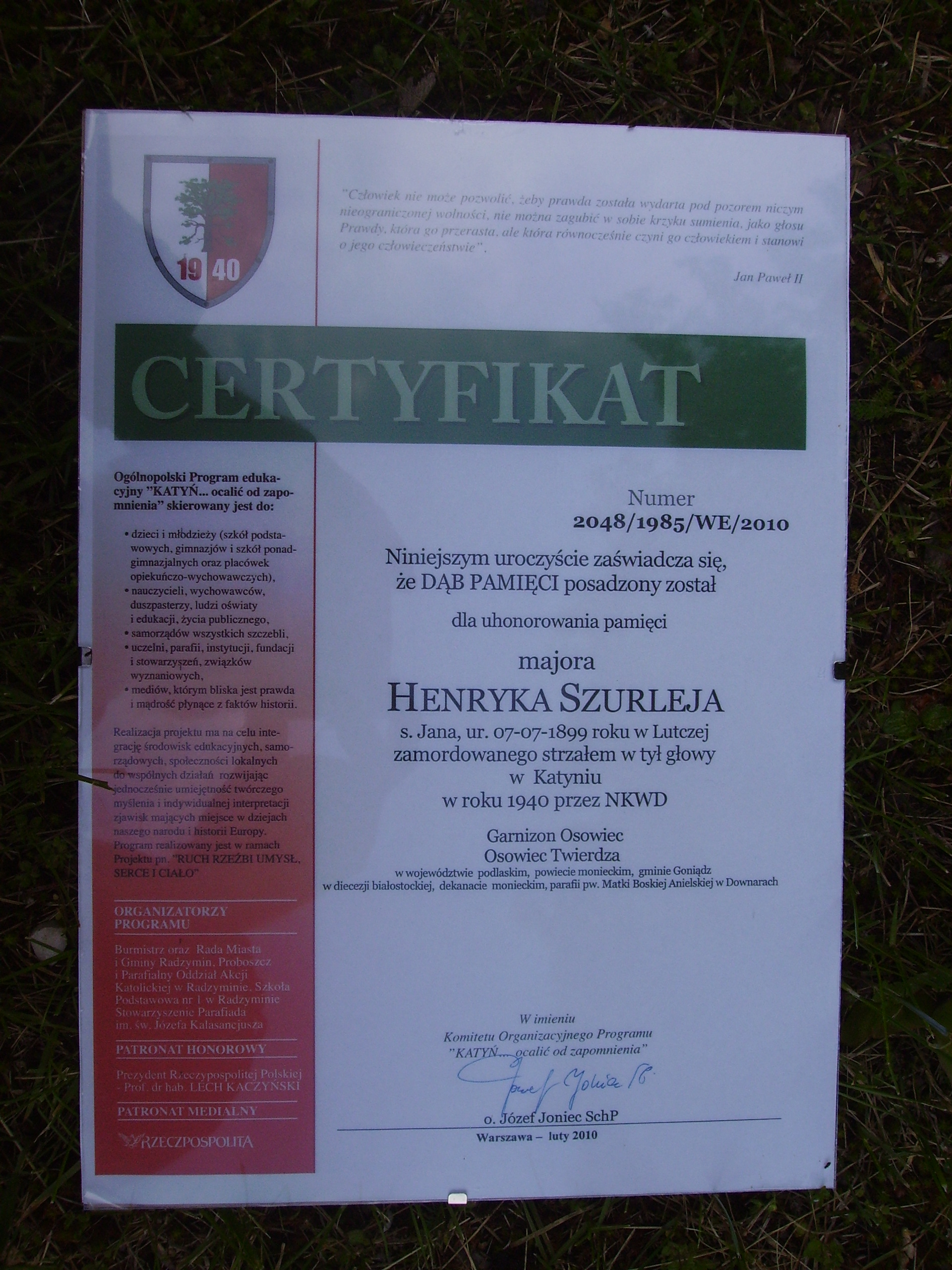
Certyfikat Stowarzyszenia Parafiada upamiętniający śmierć polskiego oficera (mjr Henryka Szurleja)
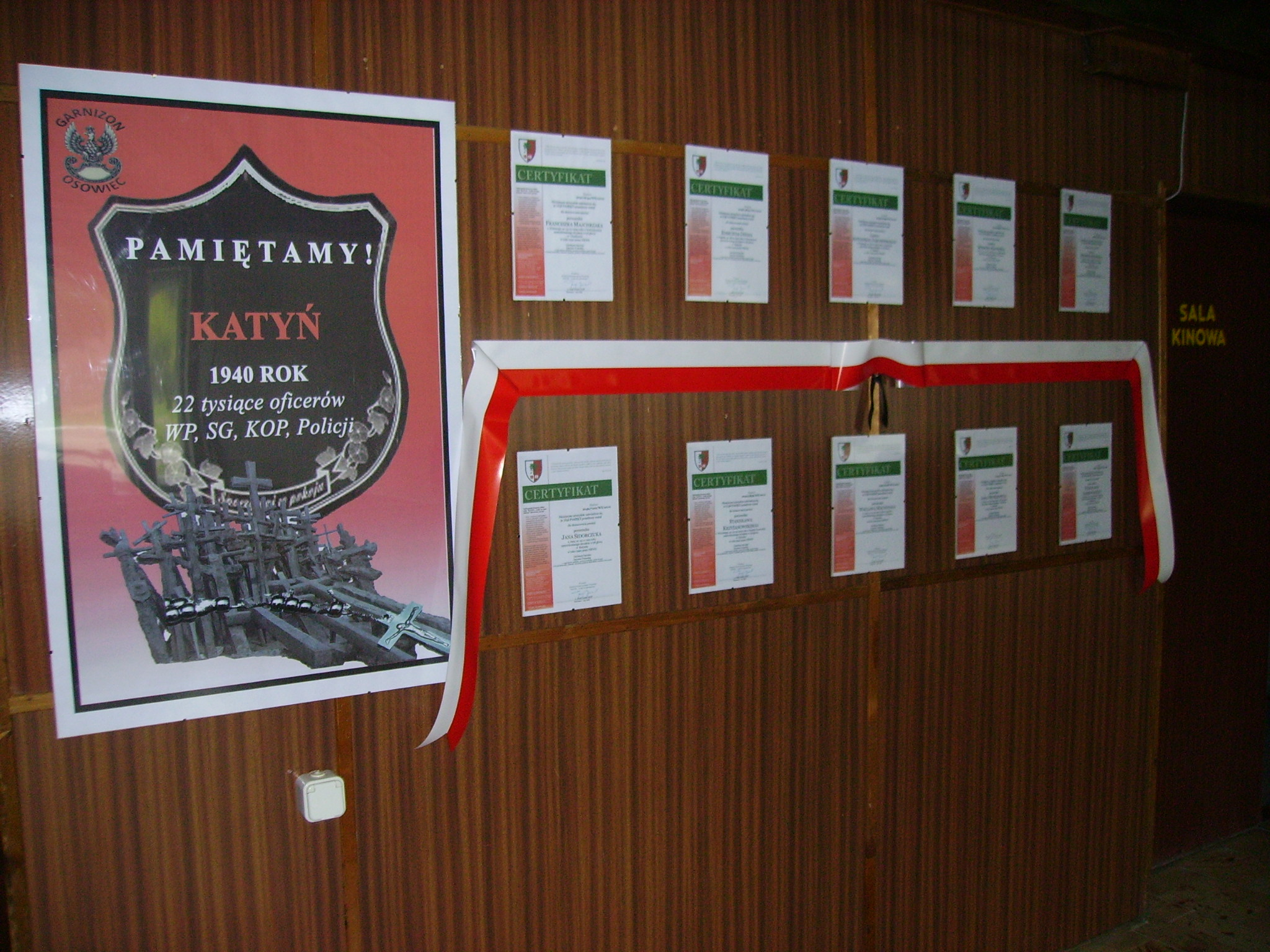
Ściana pamięci w Osowcu – certyfikaty upamiętniające 10 zamordowanych polskich oficerów KOP-u
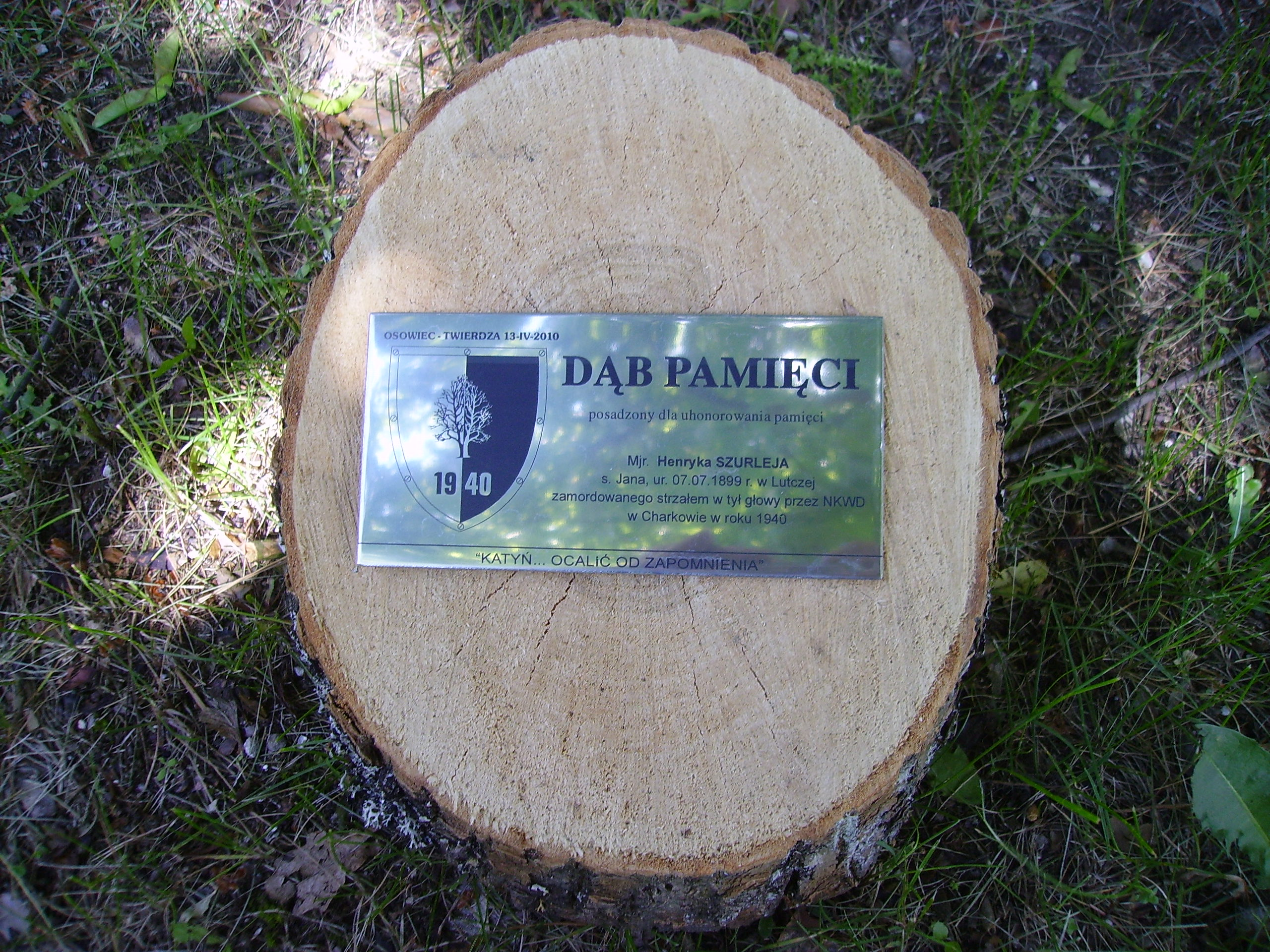
Tabliczka do Dębu Pamięci. Upamiętniony mjr Henryk Szurlej
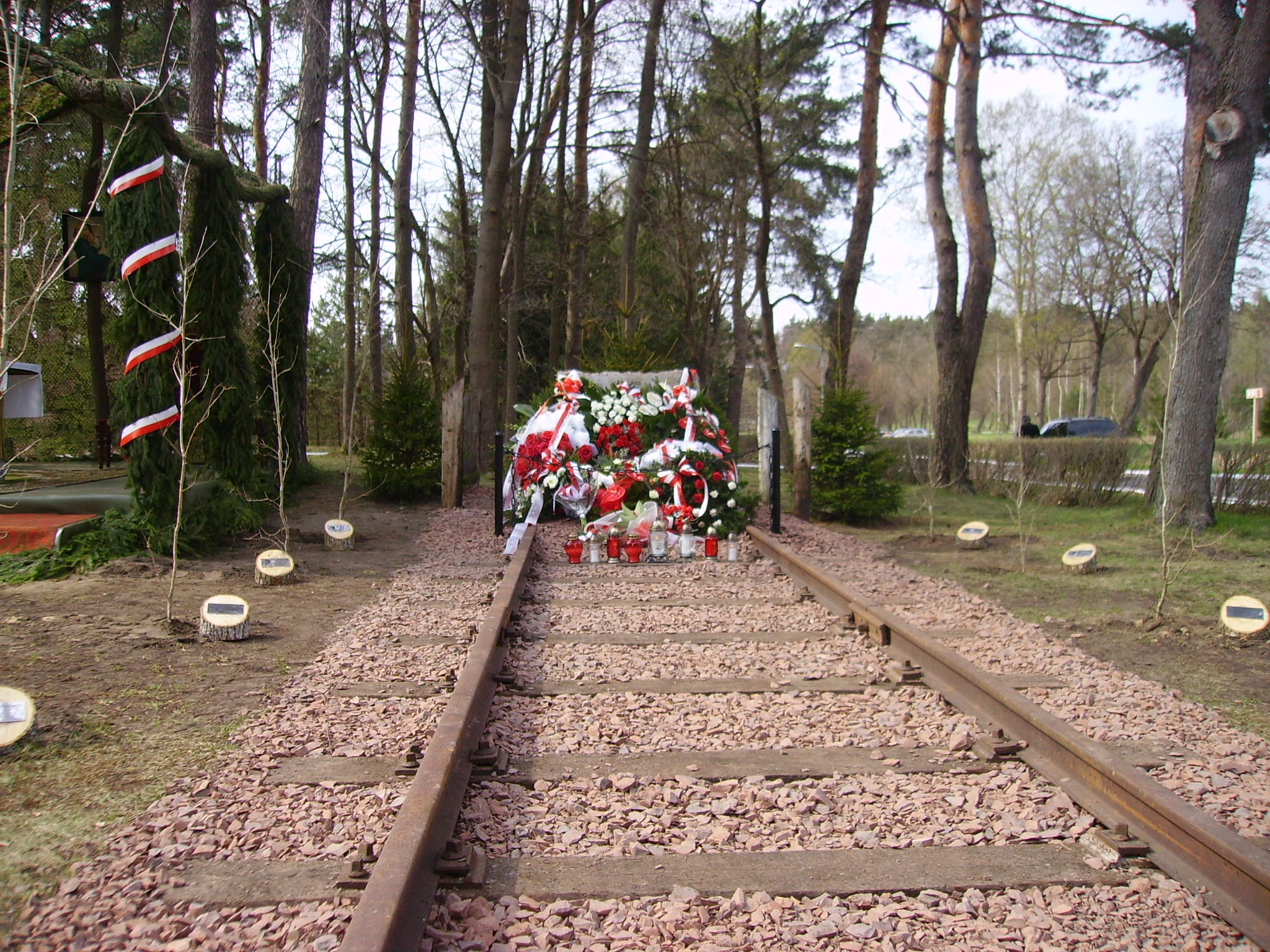
Monument oraz szpaler Dębów Pamięci jako kompozycja Pomnika ofiar mordu katyńskiego w Osowcu-Twierdzy